# Scaptomyza vittiger
Scaptomyza vittiger är en tvåvingeart som först beskrevs av Hardy 1965.  Scaptomyza vittiger ingår i släktet Scaptomyza och familjen daggflugor. Inga underarter finns listade i Catalogue of Life.